# Fußball-Landesliga Niederrhein
Die Fußball-Landesliga Niederrhein ist die zweithöchste Spielklasse des FVN und ist nach Auflösung der NRW-Liga ab der Saison 2012/13 auf der sechsthöchsten Ebene des deutschen Ligasystems angesiedelt.

## Geschichte
Die Gründung der Landesliga Niederrhein erfolgte zur Saison 1947/48 in zunächst drei Staffeln (1949–1952 zwei Staffeln) als damals höchste Amateurspielklasse für den Bereich des Fußballverbands Niederrhein. Gründungsmitglieder waren u. a. Rot-Weiss Essen, TuRU Düsseldorf, der Duisburger SpV, Sterkrade 06/07, der Meidericher SV, Union Krefeld, VfL Benrath sowie der Rheydter Spielverein. Mit Gründung der Verbandsliga Niederrhein 1956 war die Landesliga zunächst noch die zweithöchste, nach Gründung der Oberliga Nordrhein 1978 nur noch die dritthöchste Spielklasse am Niederrhein. Seit Auflösung der Oberliga Nordrhein zugunsten der NRW-Liga im Jahre 2008 ist die Landesliga wieder die zweithöchste Spielklasse.
Im deutschen Ligensystem war die Landesliga bei Gründung zunächst zweitklassig unterhalb der Oberliga West und rutschte seither mehrfach durch Einführung höherer Spielklassen (2. Oberliga West 1949, Verbandsliga Niederrhein 1956, Oberliga Nordrhein 1978, Regionalliga West 1994 und zuletzt 3. Liga 2008) bis auf die siebte Ebene des Ligasystems ab. Seit der Spielklassenstrukturreform im Jahre 2012 und der damit verbundenen Auflösung der NRW-Liga stellt die Landesliga Niederrhein im Fußball-Ligasystem wieder die sechste Spielklassenebene dar.

## Modus
Die Landesliga Niederrhein besteht aus zwei Staffeln mit einer Sollstärke von je 18 Mannschaften. Die genaue Einteilung der Staffeln wird jedes Jahr nach geographischen Gesichtspunkten vorgenommen.
Ein Finale zwischen den Staffelsiegern gibt es nicht, der Meister jeder Staffel steigt in die Oberliga Niederrhein auf, sofern in dieser Spielklasse nicht bereits eine Mannschaft desselben Vereins spielt. In diesem Fall rückt ebenso wie bei Verzicht auf den Aufstieg oder bei fehlender wirtschaftlicher Leistungsfähigkeit die nächstbestplatzierte, aufstiegsbereite und zugelassene Mannschaft der jeweiligen Staffel nach. Die auf den Tabellenrängen 16 und tiefer platzierten Mannschaften jeder Staffel steigen in die Bezirksliga ab. Aus der Bezirksliga steigen in der Regel nur die Meister in die Landesliga auf.

## Mannschaften 2025/26
| Gruppe 1 - VSF Amern - SSV Bergisch Born - FC Kosova Düsseldorf - TuRU Düsseldorf - VfB 03 Hilden II - SC Kapellen-Erft - SC Victoria Mennrath - SC Union Nettetal (Absteiger) - DJK Neuss-Gnadental (Aufsteiger) - FC Remscheid - Solingen 03 (Aufsteiger) - DV Solingen - TSV Solingen-Aufderhöhe (Aufsteiger) - ASV Einigkeit Süchteln - SG Unterrath - SC Velbert - TVD Velbert (Absteiger) - 1. FC Wülfrath (Aufsteiger) | Gruppe 2 - Rhenania Bottrop (Aufsteiger) - VfB Bottrop - SV Budberg - SG Essen-Schönebeck - Viktoria Goch (Aufsteiger) - Hamborn 07 - DJK Sportfreunde Katernberg (Aufsteiger) - FC Kray - 1. FC Lintfort - DJK Blau-Weiß Mintard - GSV Moers - Mülheimer FC 97 (Absteiger) - Sportfreunde Niederwenigern (Absteiger) - ESC Rellinghausen 06 - SV Scherpenberg - VfB Speldorf - SC Werden-Heidhausen (Aufsteiger) - PSV Wesel-Lackhausen |

## Meister seit 1998
| Saison    | Gruppe                 | Gruppe                      | Gruppe                    |
| Saison    | 1                      | 2                           | 3                         |
| --------- | ---------------------- | --------------------------- | ------------------------- |
| 1997/98   | SV Wermelskirchen      | SC Schiefbahn               | Viktoria Goch             |
| 1998/99   | SSVg Velbert           | SV Hilden-Nord              | Hülser SV                 |
| 1999/2000 | FC Kray                | SC Union Nettetal           | Union Mülheim             |
| 2000/01   | SV Bayer Wuppertal     | VfB Homberg                 | Viktoria Goch             |
| 2001/02   | TuSpo Richrath         | 1. FC Kleve                 | SV Bottrop 1911           |
| 2002/03   | Cronenberger SC        | TuRU Düsseldorf             | Rot-Weiß Oberhausen II    |
| 2003/04   | 1. FC Wülfrath         | SC Kapellen-Erft            | SV Sonsbeck               |
| 2004/05   | FSV Kettwig            | 1. FC Viersen               | Olympia Bocholt           |
| 2005/06   | Rot-Weiss Essen II     | Sportfreunde Baumberg       | SV Hönnepel-Niedermörmter |
| 2006/07   | Spvg Radevormwald      | SC Düsseldorf-West          | GSV Moers                 |
| 2007/08   | SpVg Schonnebeck       | SV Straelen II              | TuRa 88 Duisburg          |
| 2008/09   | FC Remscheid           | VfR Fischeln                | VfL Rhede                 |
| 2009/10   | Rot-Weiß Oberhausen II | Sportfreunde Baumberg       | SV Sonsbeck               |
| 2010/11   | FC Kray                | SV Hilden-Nord              | Hamborn 07                |
| 2011/12   | Cronenberger SC        | SV Uedesheim                | VfR Fischeln              |
| 2012/13   | Rot-Weiss Essen II     | VfB 03 Hilden               | PSV Wesel-Lackhausen      |
| 2013/14   | VdS Nievenheim         | VfR Fischeln                | 1. FC Bocholt             |
| 2014/15   | TV Kalkum-Wittlaer     | 1. FC Mönchengladbach       | SpVg Schonnebeck          |
| 2015/16   | Sportfreunde Baumberg  | VfB Homberg                 | –                         |
| 2016/17   | FSV Vohwinkel          | SV Straelen                 | –                         |
| 2017/18   | TSV Meerbusch          | 1. FC Kleve                 | –                         |
| 2018/19   | TVD Velbert            | FC Kray                     | –                         |
| 2019/20   | TV Jahn Hiesfeld       | SpVgg Sterkrade-Nord        | –                         |
| 2020/21   | Saison annulliert      | Saison annulliert           | Saison annulliert         |
| 2021/22   | MSV Düsseldorf         | SV Sonsbeck                 | Hamborn 07                |
| 2022/23   | FC Büderich            | Mülheimer FC 97             | Adler Union Frintrop      |
| 2023/24   | 1. FC Monheim          | Sportfreunde Niederwenigern | –                         |
| 2024/25   | VfL Jüchen-Garzweiler  | SV Blau-Weiß Dingden        | –                         |